# Zamia disodon
Zamia disodon е вид растение от семейство Замиеви (Zamiaceae). Видът е критично застрашен от изчезване.

## Разпространение
Разпространен е в Колумбия и Перу.